# Thienemanniella tiunovae
Thienemanniella tiunovae är en tvåvingeart som beskrevs av Makarchenko 2006. Thienemanniella tiunovae ingår i släktet Thienemanniella och familjen fjädermyggor. Inga underarter finns listade i Catalogue of Life.